# Адријан Сарајлија
Адријан Сарајлија (Зворник, 6. април 1976) српски је писац. Познат је по својим приповеткама и роману Огледало за вампира. Завршио је Прву београдску гимназију, а потом и Медицински факултет у Београду. Сарајлија је део сигналистичког уметничког покрета. Члан је Удружења књижевника Србије. Ожењен је, живи и ради у Београду.

## Дела
Кратке приче Адријана Сарајлије објављиване су у више домаћих и регионалних антологија, као што су: Бест оф Кишобран 1 (2008), Бели шум (2008), Градске приче 3 - Фантастика (2008), Истините лажи (2009), Градске приче 4 - Воденица (2009), Бест оф Кишобран 2 (2010), Парасвемир (2010), Фан(том) (2010). Заступљен је и у прозину Емитор, те на интернет страницама сајта Арт–Анима и књижевног блога Кишобран. Аутор је збирке прича Мануфактура Г (2010), романа Огледало за вампира (2012) и збирке Голи гласови (2017). Мануфактура Г садржи девет жанровски хетерогених прича које се крећу од научне фантастике, преко хорора до магијског реализма. Међу причама се издваја најамбициознија и најдужа - Све што расте, упечатљива и језива слика пошасти која уништава свет. Радња романа Огледало за вампира смештена је у далеки Бразил и прати судбину Едуарда, фрустрираног професора историје у једној приватној средњој школи. Опчињен вампирском митологијом, Едуардо одлучује да уз помоћ достигнућа савремене медицине постане што сличнији својим мрачним узорима, те да се освети онима који су му нанели зло. Приче збирке Голи гласови обухватају жанровски распон од научне фантастике, преко алтернативне историје и магијског реализма, до експерименталних приповести написаних у неоавангардном маниру.

## Рецепција дела
Милош Цветковић је Сарајлијину збирку описао на следећим речима: "Мануфактура Г јесте дебитантска збирка Адријана Сарајлије; чини је девет очито пажљиво изабраних прича које обухватају шаролик жанровски распон који се креће од научне фантастике, хорора, стеампунка, па све до вестерна... Све приче у збирци занатски су пажљиво избрушене и док Сарајлија очито још тражи сопствени глас и при том доста експериментише како с формом тако и са садржином, оно што је за све приче константа јесте његова посвећеност детаљима, сигурно приповедење и велико богатство идеја“.
Хрватски критичар Давор Шишовић је у Гласу Истре похвалио збирку: „Стил раван класицима магичног реализма али и оном андрићевско-селимовићевском начину приповиједања, врло природни дијалози, изузетно умјешно грађење атмосфере, слојевито карактеризовани ликови али и немилосрдност према њиховим судбинама, то су само неке одлике Сарајлијине прозе."
Писац и критичар Илија Бакић написао је о роману Огледало за вампира: „Роман Адријана Сарајлије необуздана је, виспрена и врцава приповест која потврђује његово запажено место међу млађим српским писцима фантастике завређено збирком Мануфактура Г."
У културном додатку листа Политика, 16. јуна 2012, објављен је опсежан приказ Сарајлијиног романа који потписује политиколог проф др Александар Л. Југовић, један од водећих домаћих теоретичара друштвених девијација. Југовић пише: „Аутор нам користећи хорор саопштава да секс, моћ и медијска слава, јесу кључне вредности друштва спектакла... Сарајлија се користи метаморфозом професора Едуарда у вампира ("вампириња") како би нам показао страхове човека који живи у савременом друштву: због припадања, социјалног статуса, сексуалне оријентације, здравља.... Његов јунак је парадигма збуњеног, маргинализованог и несрећног човека у времену медијског конзумеризма."
Ђорђе Бајић је 29. јуна 2012. године у приказу за сајт Попбокс написао: „Можда ће неке читаоце одбити поједини превише експлицитни описи, али треба имати у виду да су они средство уз помоћ којег Сарајлија постиже свој циљ - гротескни реализам раблеовског типа."
Истарски писац Саша Шебелић се такође похвално изразио о роману: „Прича, иако то наслов сугерира, није хорор жанра већ чиста спекулативна фикција, у којој аутор сажима и описује, не осуђујући, не згражајући се, пороке модернога, хибриднога доба, декаденцију и аморал који се као патина наталожио на овоме свијету и налази се свуда око нас не заобилазећи чак нити професије од којих се очекује бар минимум етике."
Песник и прозни писац Слободан Шкеровић је написао следеће о Сарајлијином роману: „Изузетно богата, егзотична и питка сценографија прожета је карневалски необузданим хумором којим проговарају Сарајлијине гротеске. У овом роману-првенцу, дошла је до пуног изражаја елоквентност, проницљивост и мајсторска режија Адријана Сарајлије. Смешна страна вампирског света, силовито се судара с мрачном и окрутном стварношћу Бразила телесних страсти и њима следствених бизарних модуса вивенди, водећи до распрскавања људских форми у бића џунгле друге врсте, убитачније и непредвидивије од оне стварне Амазоније."
Роман Огледало за вампира уврштен је у шири избор за НИН-ову награду.

### Роман
- Огледало за вампира (самиздат, 2012; „Чаробна књига“, 2013).

### Прозне збирке
- Мануфактура Г („Тардис”, 2010).
- Голи гласови („Еверест медиа”, 2017)
- Змајева кухиња („Еверест медиа”, 2024)[6]

### Антологије и групне збирке
- Хроновизија у антологији Бели шум: Антологија прича о телевизији, уредио Горан Скробоња, Паладин (библиотека „Фрактали“), 2008.
- Абракадабра у антологији Истините лажи: Приче о урбаним легендама, уредио Горан Скробоња, Паладин (библиотека „Фрактали“), 2009.
- Берлин Боб у антологији Апокалипса јуче, данас, сутра, уредио Горан Скробоња, Паладин (библиотека „Фрактали“), 2011.
- Wasserkrabbe у антологији Парасвемир, уредили Татјана Јамбришак и Дарко Врбан, Ментор, Загреб, 2010.
- Писмо у антологији Тамна, тмаста твар, уредили Татјана Јамбришак, Дарко Врбан и Ивана Делач, Ментор, Загреб, 2013.